# Punta Cana
Punta Cana fa parte del distretto Punta Cana-Bávaro-Veron-Macao, nella municipalità di Higüey nella provincia di La Altagracia (la più orientale delle province della Repubblica Dominicana). L'area dispone di spiagge che si affacciano sia sul Mar dei Caraibi che sull'Oceano Atlantico ed è una località turistica sin dagli anni '70 del XX secolo. Il nome Punta Cana si riferisce alle palme di canna presenti nella regione, e significa letteralmente "punta del bastone di palma bianco".

## Geografia fisica

### Territorio

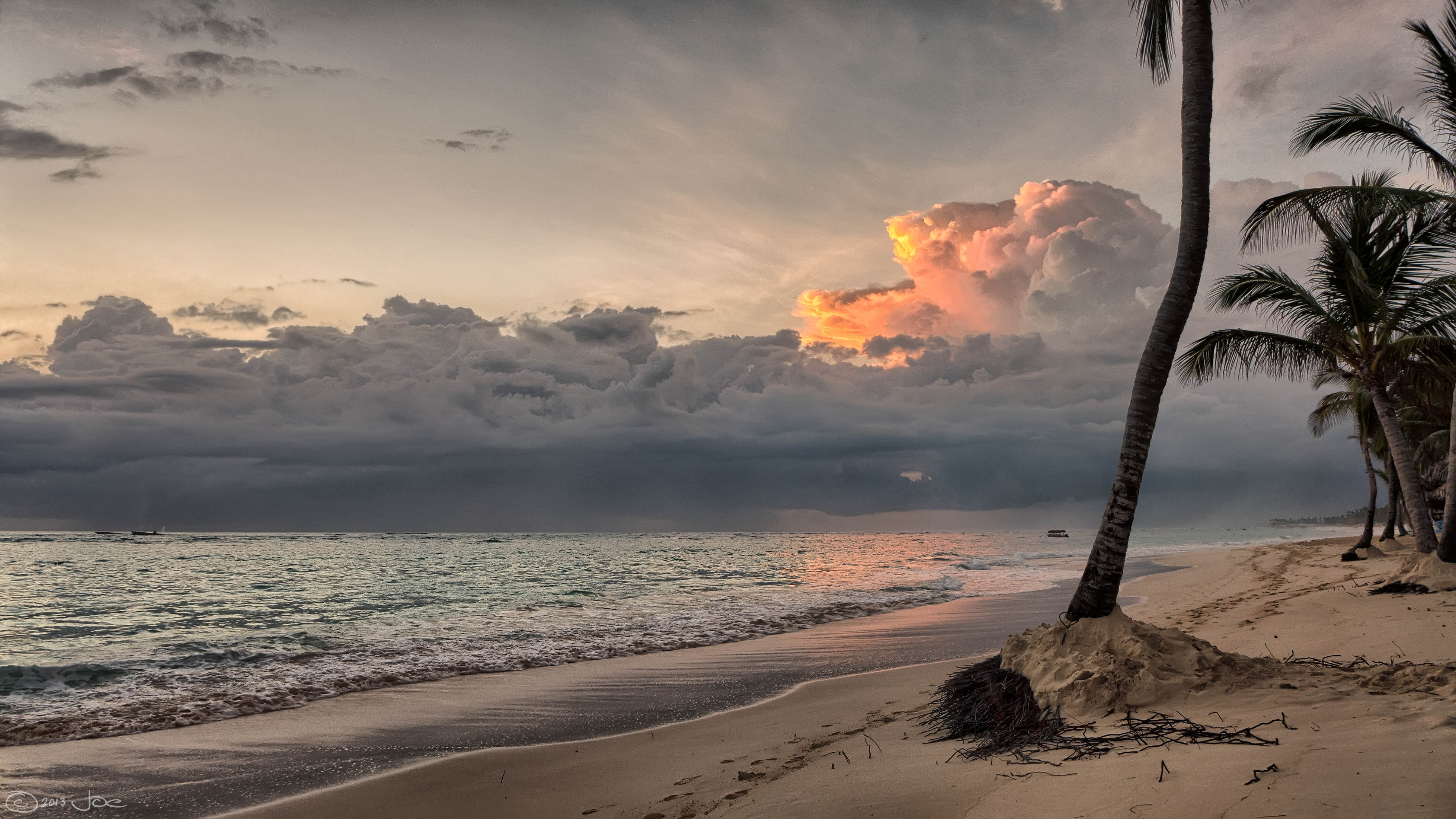
Alba su Punta Cana

L'area di Punta Cana ha una popolazione stimata di circa 100 000 abitanti, con una crescita del 6%. A nord confina con il villaggio e le spiagge di Cabeza de Toro, Bávaro e El Cortecito. La città più vicina è l'antica (risalente a circa 500 anni addietro) Higüey, che si trova a 45 km e a circa un'ora di auto. Catene alberghiere europee, soprattutto spagnole, possiedono tutti tranne due dei 50 e più megaresorts di questa destinazione turistica.
I circa 100 km di costa della provincia tendono ad essere mediamente ventosi. Le acque dell'oceano sono prevalentemente basse, con diverse piscine marine naturali in cui i visitatori possono fare il bagno senza alcun pericolo. Da nord a sud, le spiagge principali sono Uvero Alto, Macao, Arena Gorda, Bávaro, El Cortecito, Las Corales e Cabeza de Toro, tutte a nord del promontorio; e Cabo Engaño, Punta Cana e Juanillo a sud del promontorio.
Bávaro parte da Cabeza de Toro e va fino a Macao Beach. Via via che gli alberghi hanno iniziato ad essere costruiti lungo la costa orientale, Bavaro stesso è diventato un centro di servizi con centri commerciali, negozi di fast food, negozi di droghieri, ristoranti, banche, cliniche, laboratori, supermercati e scuole. La città più grande del distretto è Veron, ora più grande di Higüey in quanto a territorio, uno sviluppo urbano spontanea e povero che corre lungo la strada originaria da ovest. Verón, derivata dal cognome del titolare francese di un commercio di piante nei primi anni 1930, è ora la città di residenza dei lavoratori impegnati nelle attività turistiche. Essa ha, a parte Bávaro, una delle sole quattro stazioni di servizio di Punta Cana. La successiva è situata a 48 km ad ovest di Higüey.

### Clima
Punta Cana dispone di un clima tropicale umido e secco secondo la classificazione dei climi di Köppen. Il clima è abbastanza costante per tutto l'anno, con una temperatura media di 30 °C. La stagione calda e umida dura da maggio a ottobre, e in questo periodo le temperature di giorno possono raggiungere i 35 °C. Da novembre a marzo, le temperature durante la sera sono di circa 20 °C. Le piogge in zona sono modeste, soprattutto a causa del paesaggio per lo più pianeggiante, con una combinazione di savana e colline.

## Società

### Evoluzione demografica
Gli Haitiani sono predominanti e nel 2010 rappresentavano l'81.1 % della popolazione.

## Infrastrutture e trasporti

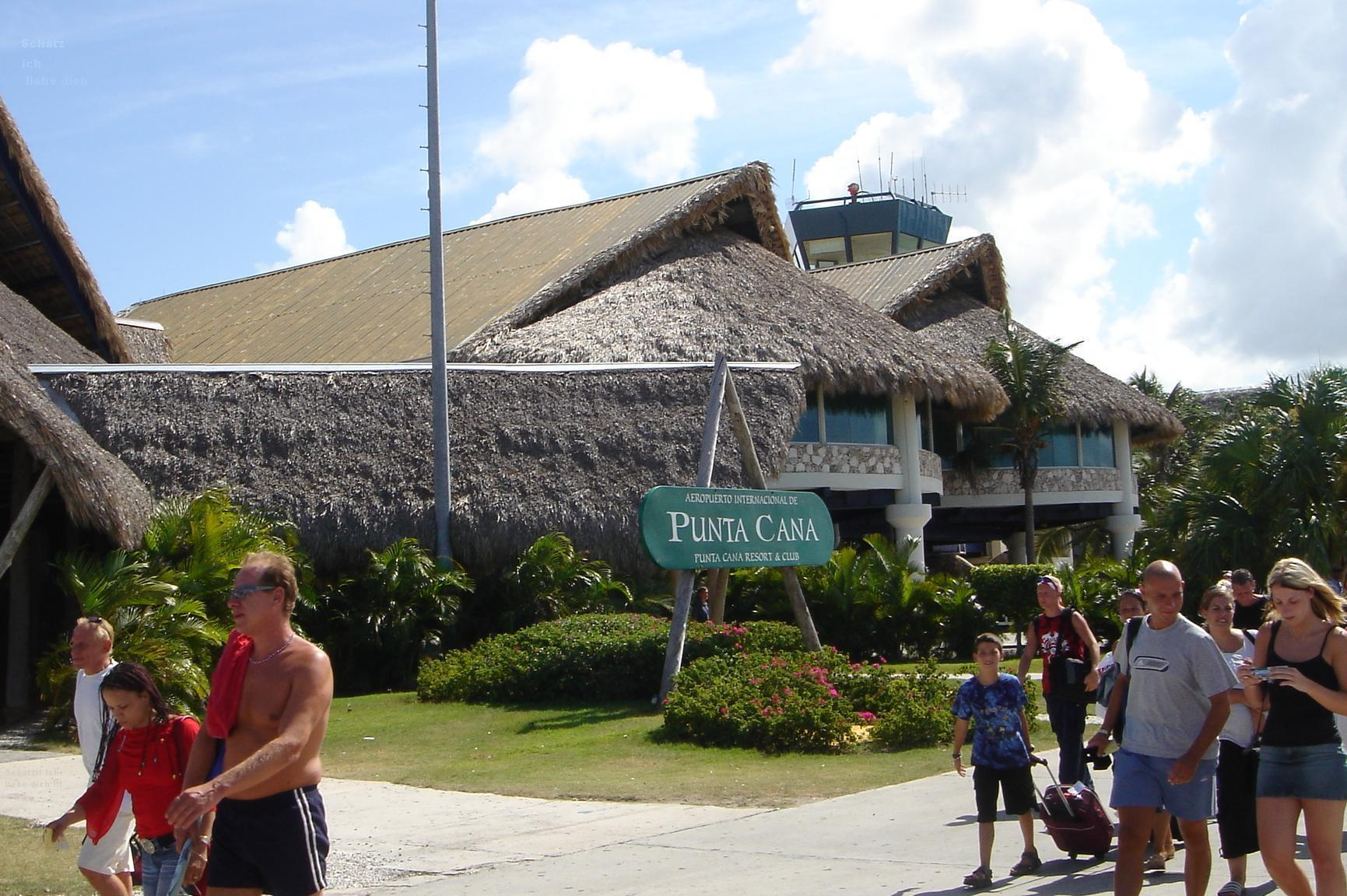
L'aeroporto Internazionale di Punta Cana

L'aeroporto Internazionale di Punta Cana è uno dei più trafficati e ben collegato dei Caraibi. Nel 2014, Punta Cana ha ricevuto 5,9 milioni di passeggeri, divenendo il più trafficato aeroporto dei Caraibi.